# 微唇马先蒿
微唇马先蒿（学名：Pedicularis minutilabris）是列当科马先蒿属的植物，为中国的特有植物。分布于中国大陆的四川等地，生长于海拔3,300米至3,850米的地区，常生长在冷杉林中有藓处，目前尚未由人工引种栽培。